# Francesco Jori
Francesco Jori (Padova, 20 dicembre 1946) è un giornalista italiano.

## Attività professionale
Laureato in Scienze Politiche all'Università degli studi di Padova è Giornalista professionista dal 1967.
Ha iniziato la carriera al Resto del Carlino per poi passare alla Provincia di Padova, al Mattino di Padova e, dal 1979, al Gazzettino, di cui è stato inviato speciale, vice-direttore, e responsabile dell'inserto quotidiano Nordest.
Per molto tempo ha seguito la politica italiana e estera,  seguendo da inviato speciale la caduta del muro di Berlino, la Cina dopo i fatti di piazza Tien-an-men, la situazione in Israele alla vigilia della prima guerra del Golfo e  l'attentato terroristico alle Torri Gemelle di New York.
È editorialista dei quotidiani locali del gruppo Nem. 
Ha tenuto numerosi corsi di formazione sulla comunicazione e sul giornalismo anche a livello universitario.
Premio Rizzi alla carriera giornalistica 2014. Premio alla carriera Ordine giornalisti del Veneto 2018. Premio alla carriera Brunacci 2023 per la divulgazione storica.

## Opere
- Prigionieri del Nordest , Canova, 2005;
- Il facchino del Nordest. Giorgio Lago, un'eredità da raccogliere ,con Massimo Cacciari, Mario Carraro, Ilvo Diamanti e Paolo Possamai, Marsilio, 2006.;
- Di Nordest non ce n'è uno. Materiali di lavoro per le nuove classi dirigenti, Marsilio, 2007
- Due passi avanti. Acrib e Inail insieme per la salute e la sicurezza sul lavoro. Un esperimento pilota, FrancoAngeli, 2008
- Dalla Liga alla Lega. Storia, movimenti, protagonisti, Marsilio, 2009
- Racconti d'impresa, con Gigi Fontana, Silvano Bressanin, Laterza, 2009
- Storia di Padova, con Toni Grossi, Biblioteca dell'Immagine, 2010
- Senza politica, Marsilio 2011
- Il sud del nord, Biblioteca dell'Immagine 2012
- Storia di Vicenza, Biblioteca dell'Immagine 2014
- Ne uccise più la fame, Biblioteca dell'immagine 2015
- Il primo ghetto, Biblioteca dell'immagine 2016
- Caporetto, la grande battaglia, Biblioteca dell'immagine 2017
- Storia del Veneto dalle origini ai giorni nostri, Biblioteca dell'immagine 2018
- Veneti. Ricettario della memoria, Biblioteca dell'immagine 2023